# Berlanga (kommunhuvudort)
Berlanga är en kommunhuvudort i Spanien. Den ligger i provinsen Provincia de Badajoz och regionen Extremadura, i den sydvästra delen av landet, 300 km sydväst om huvudstaden Madrid. Berlanga ligger 543 meter över havet och antalet invånare är 2 627.
Terrängen runt Berlanga är huvudsakligen platt. Berlanga ligger nere i en dal. Runt Berlanga är det glesbefolkat, med 16 invånare per kvadratkilometer. Närmaste större samhälle är Azuaga, 11,8 km öster om Berlanga. Trakten runt Berlanga består till största delen av jordbruksmark.